# Платон (Городецький)
Митрополит Платон (в миру Микола Іванович Городецький, уроджений Шалюхін; нар. 2 (14) травня 1803 , Погоріле-Городище Тверська губернія — пом. 1 жовтня 1891, Київ) — російський церковний діяч у Латвії, Литві та Україні. Вчений та проповідник. Також четвертий московит на престолі митрополита Київського і Галицького (1882–1891) синодальної РПЦ.

## Життєпис

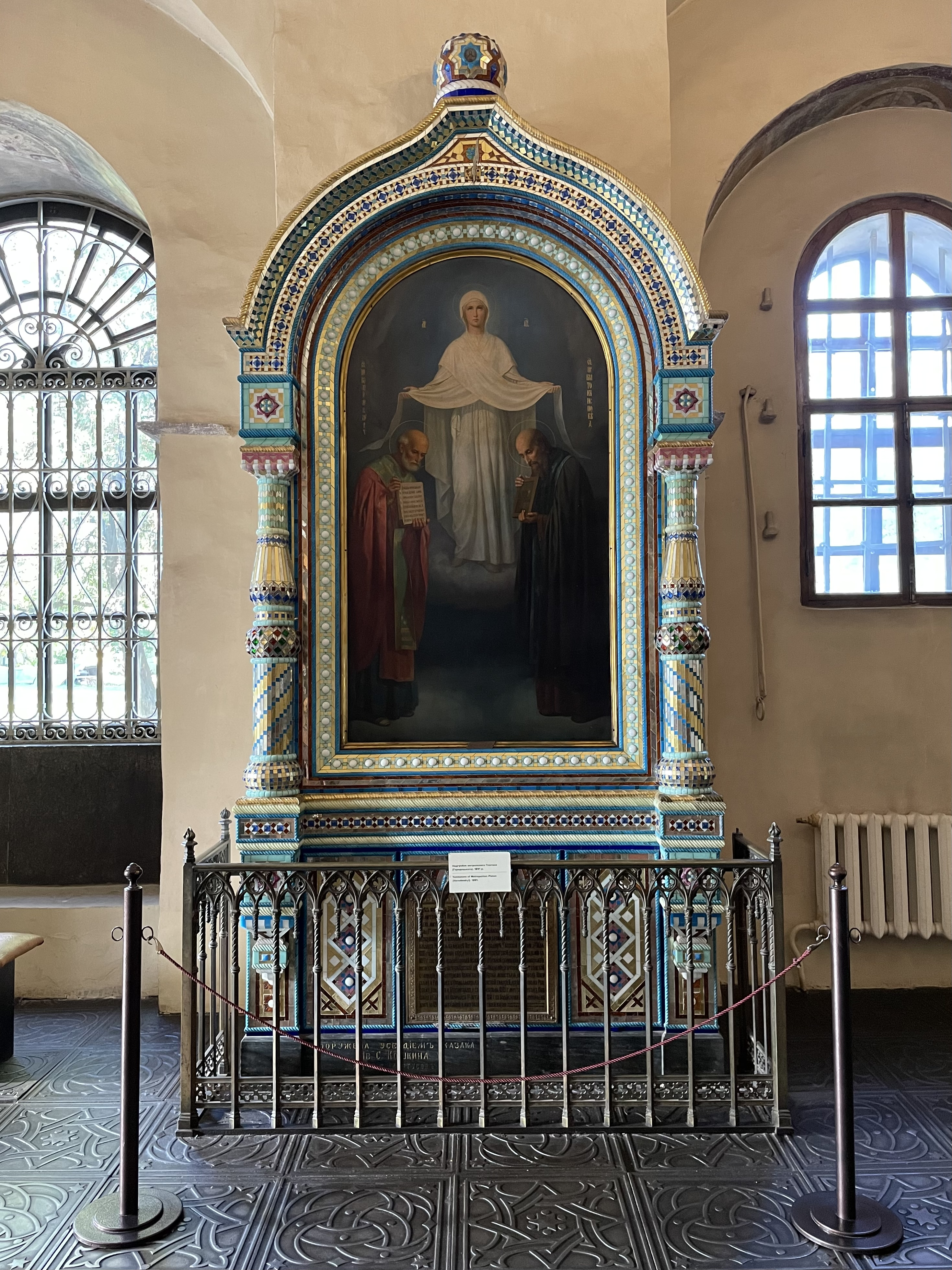
Надгробок митрополита Платона (Городецького) в Стрітенському приделі Софійського собору, 1837

Народився у родині сільського священика Івана Андрійовича Шалюхіна. Прізвище Городецький, за місцем народження, отримав у семінарії.
1811 року вступив до Ржевського духовного училища, з якого 1817 року перейшов до Тверської духовної семінарії.
1823 року, завершивши навчання у семінарії, вступив до Санкт-Петербурзької духовної академії.
У 1823-1827 рр. навчається у академії, після завершення якого отримує призначення професора Орловської духовної семінарії.
Впродовж роботи у семінарії (1827-1829 рр.) викладає французьку мову, є інспектором семінарії.
1829 року переведений до Санкт-Петербурзької духовної академії зі ступенем бакалавра.
1830 року прийняв чернечий постриг. У 1831-1837 рр. працював у Санкт-Петербурзькій духовній академії інспектором, виконуючи ряд інших обов'язків.
1837 року призначений ректором Костромської семінарії, а 1839 року переведений у Вільно на посаду настоятеля Свято-Духового монастиря.
В подальші десятиріччя обіймав посаду єпископа ряду єпархій: єпископ Ковенський (1843–1848), єпископ Ризький, керуючий Псковської єпархії (1848–1867).
За час єпископства у Ризі укріпив позиції православ'я, впорядковував храми та сприяв мирному переходу до православ'я старообрядців.
У 1867-1877 рр. очолював Донську єпархію, а у 1877-1882 рр. — Херсонську єпархію.
4 лютого 1882 року висвячений у київського митрополита, священноархімандрита Києво-Печерської Лаври (однак перебував Платон у Софійському монастирі).
Опікувався у Києві духовними школами, пожертвував кошти для відновлення Межигірського монастиря.
Помер у Софійському монастирі, був похований у Софійському соборі.

## Пам'ять
В пам'ять про митрополита Платона у 1895-1897 на Солом'янці (вул. Стадіонна) збудовано Свято-Покровську церкву з приділом Св. Платона. Розташована поруч із церквою вулиця, що виникла бл. 1910 року, була також названа Платонівською.